# 埃施福拉體育俱樂部
埃施福拉足球俱樂部（法語：Cercle Sportif Fola Esch）是盧森堡的一家足球俱樂部。主場位於阿爾澤特河畔埃施。球隊參加盧森堡國家足球聯賽的賽事。

## 外部連結
- CS Fola homepage （页面存档备份，存于）